# Чемпионат СССР по волейболу среди женщин 1972
34-й чемпионат СССР по волейболу среди женщин (класс «А», высшая лига) проходил с января по март 1972 года с участием 8 команд. Чемпионский титул в 10-й раз в своей истории и в 3-й раз подряд выиграло московское «Динамо».

## Система проведения чемпионата
8 команд высшей лиги класса «А» провели трёхкруговой турнир по туровой системе, по результатам которого определена итоговая расстановка мест.  

## Высшая лига
| М | Команда                 | 1           | 2           | 3           | 4           | 5           | 6           | 7           | 8           | И  | В  | П  | С/П   | О  |
| - | ----------------------- | ----------- | ----------- | ----------- | ----------- | ----------- | ----------- | ----------- | ----------- | -- | -- | -- | ----- | -- |
| 1 | «Динамо» Москва         |             | 3:1 1:3 3:2 | 3:2 3:2 2:3 | 2:3 1:3 3:0 | 3:2 3:1 3:2 | 3:0 3:0 3:2 | 3:1 3:1 3:1 | 3:0 3:1 3:0 | 21 | 17 | 4  | 57:28 | 17 |
| 2 | ЦСКА                    | 1:3 3:1 2:3 |             | 3:1 3:1 0:3 | 3:0 3:2 1:3 | 1:3 3:2 2:3 | 0:3 3:2 3:0 | 3:0 3:1 3:1 | 3:0 3:0 3:1 | 21 | 14 | 7  | 49:33 | 14 |
| 3 | «Нефтчи» Баку           | 1:3 1:3 3:2 | 1:3 1:3 3:0 |             | 3:2 3:2 0:3 | 3:0 3:2 1:3 | 3:0 3:2 2:3 | 3:0 3:0 0:3 | 3:1 3:2 3:0 | 21 | 13 | 8  | 46:37 | 13 |
| 4 | «Локомотив» Москва      | 3:2 3:1 0:3 | 0:3 2:3 3:1 | 2:3 2:3 3:0 |             | 2:3 3:1 1:3 | 3:1 3:1 3:2 | 1:3 3:1 2:3 | 3:2 3:2 3:0 | 21 | 12 | 9  | 48:41 | 12 |
| 5 | «Буревестник» Ленинград | 2:3 1:3 2:3 | 3:1 2:3 3:2 | 0:3 2:3 3:1 | 3:2 1:3 3:1 |             | 1:3 3:1 3:1 | 3:1 2:3 3:2 | 3:2 1:3 3:0 | 21 | 11 | 10 | 47:44 | 11 |
| 6 | «Буревестник» Одесса    | 0:3 0:3 2:3 | 3:0 2:3 0:3 | 0:3 2:3 3:2 | 1:3 1:3 2:3 | 3:1 1:3 1:3 |             | 3:0 2:3 3:2 | 3:0 3:1 3:2 | 21 | 8  | 13 | 38:47 | 8  |
| 7 | «Автомобилист» Ташкент  | 1:3 1:3 1:3 | 0:3 1:3 1:3 | 0:3 0:3 3:0 | 3:1 1:3 3:2 | 1:3 3:2 2:3 | 0:3 3:2 2:3 |             | 2:3 3:2 3:0 | 21 | 7  | 14 | 34:51 | 7  |
| 8 | «Динамо» Краснодар      | 0:3 1:3 0:3 | 0:3 0:3 1:3 | 1:3 2:3 0:3 | 2:3 2:3 0:3 | 2:3 3:1 0:3 | 0:3 1:3 2:3 | 3:2 2:3 0:3 |             | 21 | 2  | 19 | 22:60 | 2  |

Места проведения туров: Одесса (январь), Москва (февраль), Челябинск (март).
С 1973 года высшая лига расширяется до 12 команд.

## 1-я группа
1. «Спартак» Ленинград
2. «Искра» Ворошиловград
3. «Пластик» Тула
4. «Буревестник» Киев
5. «Спартак» Минск
6. «Уралочка» Свердловск
7. «Аврора» Рига
8. «Буревестник» Тбилиси
9. АДК Алма-Ата
10. «Спартак» Донецк
11. «Динамо» Воронеж
12. «Электронас» Вильнюс
13. «Калев» Таллин
14. «Захмет» Ашхабад
15. «Буревестник» Фрунзе
16. «Хосилот» Душанбе
В высшую лигу сезона 1973 переходят 4 лучшие команды: «Спартак» (Ленинград), «Искра» (Ворошиловград), «Пластик» (Тула) и «Буревестник» (Киев).

## Призёры
«Динамо» (Москва): Лариса Андронова, Лариса Берген, Людмила Булдакова, Ирина Ефремова, Людмила Олисова, Роза Салихова, Нина Смолеева, Татьяна Талина, Людмила Щетинина, Зоя Юсова. Тренер — Гиви Ахвледиани.
 ЦСКА: Людмила Аксёнова (Александрова), Т.Воронина, Людмила Гуреева, О.Лещенко, М.Миловидова, Н.Паткина, Людмила Прокошина, Татьяна Родионова, Татьяна Третьякова (Поняева), Н.Уткина, Ольга Хохлова, Л.Чаусова. Тренер — Мирон Винер.
 «Нефтчи» (Баку): Г.Акчурина, Е.Бахмат, Н.Борисова, В.Денисова, А.Кальная, Вера Лантратова, Э.Михайлова, Н.Мусина, Инна Рыскаль, И.Салихова, Р.Ситникова, Н.Устинова, В.Чадаева. Тренер — Ф.Мамедов.